# Sándorfalva
Sándorfalva [šándorfalva] je město na jihovýchodě Maďarska v župě Csongrád-Csanád, spadající pod okres Segedín. Leží na blízko řeky Tiszy, asi 8 km severně od Segedína. V roce 2015 zde žilo 7 756 obyvatel. Podle údajů z roku 2001 byli všichni obyvatelé maďarské národnosti.
Nejbližšími městy jsou Kistelek a Segedín, poblíže jsou též obce Balástya, Dóc, Ópusztaszer a Szatymaz.